# Szalone żony
Szalone żony (ang. Foolish Wives) – film amerykański, nakręcony w scenerii Monte Carlo, opowiadający o demaskatorskiej rozprawie z finansową elitą po I wojnie światowej.

## Obsada
- Rudolph Christians jako Andrew J. Hughes
- Miss DuPont jako Helen Hughes
- Maude George jako Jej Wysokość Olga Petchnikoff
- Mae Busch jako Księżniczka Vera Petchnikoff
- Erich von Stroheim jako Wladislaw Sergius Karamzin
- Dale Fuller jako Maruschka
- Al Edmundsen jako Pavel Pavlich
- Cesare Gravina jako Cesare Ventucci
- Malvina Polo jako Marietta
- C.J. Allen jako Albert I